# Acinia biflexa
Acinia biflexa är en tvåvingeart som först beskrevs av Friedrich Hermann Loew 1844.  Acinia biflexa ingår i släktet Acinia och familjen borrflugor. Inga underarter finns listade i Catalogue of Life.